# Nebelhornbahn
De Nebelhornbahn is een in drie afzonderlijke delen uitgevoerde kabelbaan op de Nebelhorn in Oberstdorf.
De kabelbaan werd tussen 1928 en 1930 gebouwd, en in 1977 en 1991 gerenoveerd en uitgebreid. De kabelbaan wordt door het beursgenoteerde bedrijf Nebelhornbahn AG geëxploiteerd.
Het eerste deel van de Nebelhornbahn, van het dalstation aan de rand van Oberstdorf naar het station Seealpe, dat in 1977 vernieuwd werd, heeft een lengte van 2202,68 meter, een draagkabeldoorsnede van 55 mm en een trekkabeldoorsnede van 21 mm. De baan overwint een hoogteverschil van 452 meter. De aandrijving vindt plaats in het tussenstation Seealpe met een motor van 454 pk.
Het eerste gedeelte van de kabelbaan beschikt over drie masten die respectievelijk 41, 38 en 21 meter hoog zijn. De maximale snelheid bedraagt 10 meter per seconde.
Het tweede deel van de Nebelhornbahn, van het dalstation Seelalpe naar het bergstation Höfatsblick, die eveneens in 1977 vernieuwd werd, heeft een lengte van 2617,11 meter, een draagkabeldoorsnede van 55 mm en een trekkabeldoorsnede van 21 mm. De kabelbaan overwint een hoogteverschil van 652 meter. De aandrijving vindt plaats in het bergstation met een motor van 350 pk. Ook het tweede gedeelte van de Nebelhornbahn beschikt over drie masten, die respectievelijk 36, 45 en 39 meter hoog zijn. De maximale snelheid bedraagt 10 meter per seconde.
Het derde deel van de Nebelhornbahn, van het berg- naar het bergtopstation heeft geen draagmasten. Deze kabelbaan heeft een lengte van 948,42 meter, een trekkabeldoorsnede van 20 mm en een draagkabeldoorsnede van 40 mm. De aandrijving vindt plaats in het bergstation met een vermogen van 120 kw. De maximale snelheid bedraagt 8 meter/seconde.

## Geschiedenis
Met de bouw van de Nebelhornbahn werd in 1928 begonnen en in 1930 opgeleverd. Op 2 mei 1945 werd de kabelbaan door de geallieerde bezettingsmacht gesloten, maar in de zomer van 1946 werd de kabelbaan weer in gebruik genomen. In 1951 werd de Nebelhornbahn gemoderniseerd. Door deze modernisering konden 210 Personen per uur getransporteerd worden. In 1954 werd een nieuwe aandrijving ingebouwd. Hiermee kon het aantal personen dat gebruik maakte van de kabelbaan wederom verhoogd worden. In 1957 werd ook het tweede gedeelte voorzien van een nieuwe aandrijving, waarmee 225 personen per uur getransporteerd konden worden. In 1969 werd de grens van 10 miljoen gasten bereikt In de winter van 1970 ontstond door een lawine op de Nebelhorn grote schade aan de kabelbaan, die binnen drie maanden hersteld werd. In 1976 werd de kabelbaan volledig buiten gebruik genomen omdat de gehele kabelbaan van de grond af opnieuw gebouwd werd. Op 19 maart 1977 werd het eerste gedeelte van de nieuwe Nebelhornbahn in gebruik genomen, terwijl op het tweede gedeelte nog steeds de eerste kabelbaan in gebruik was. Op 8 mei 1977 werd ook het vernieuwde tweede deel van de kabelbaan vrijgegeven voor gebruik, waarbij in het hoogseizoen de oude kabelbaan ter ontlasting bij drukte werd ingezet. Vanaf 1991 is ook de top van de berg per kabelbaan bereikbaar. In 1995 werd de oude Nebelhornbahn op het deel Seealpe - Bergstation, bij de nieuwbouw van het bergstation afgebroken, en in 2005 werd het oude (eerste) station op het station Seealpe afgebroken.